# Milčice (Myslív)
Milčice jsou vesnice, část obce Myslív v okrese Klatovy v Plzeňském kraji. Nachází se asi 2,5 kilometru jihovýchodně od Myslíva. Je zde evidováno 66 adres. V roce 2011 zde trvale žilo 98 obyvatel.
Milčice jsou také název katastrálního území o rozloze 4,28 km².

## Historie

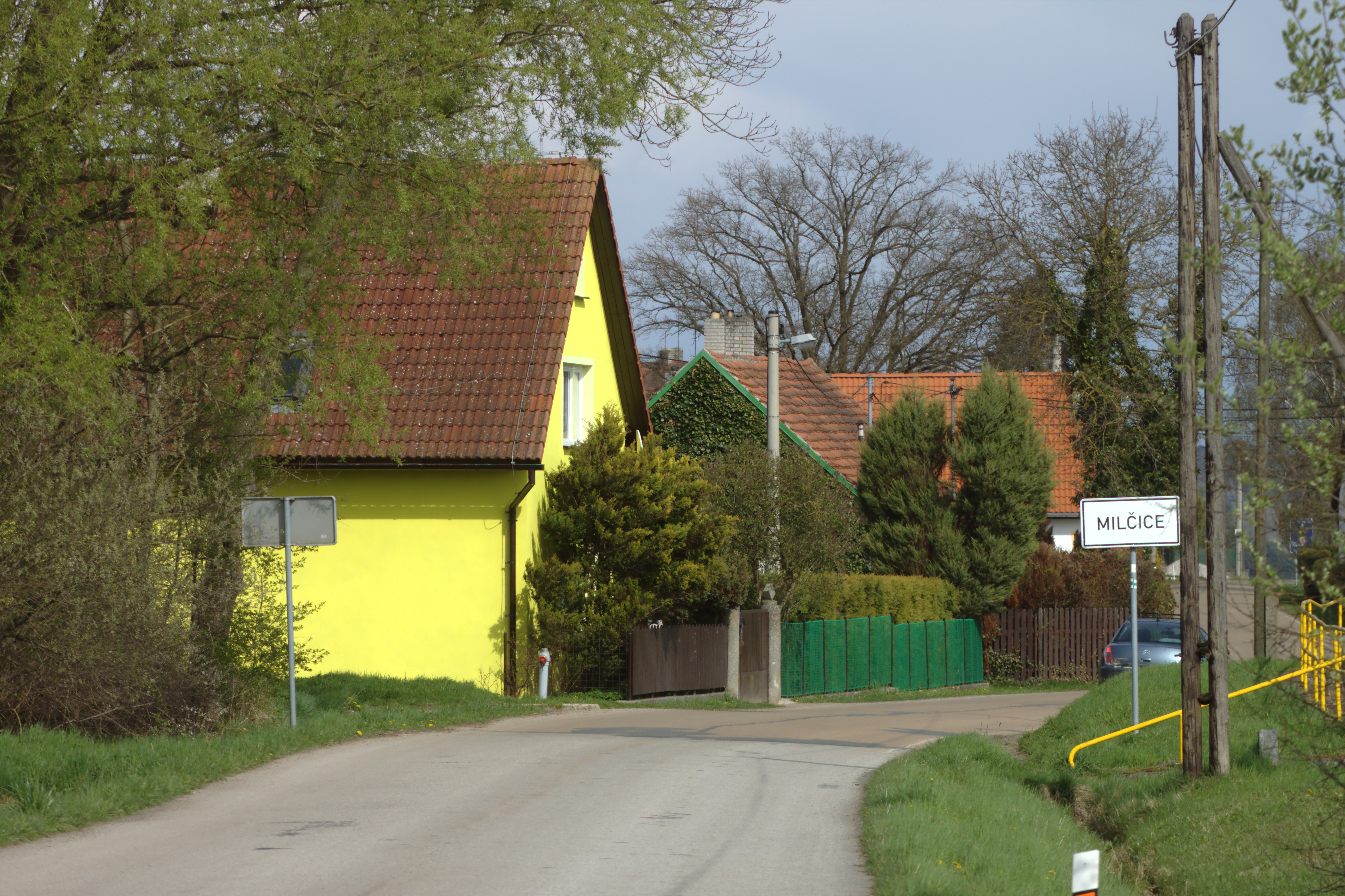
Okraj vesnice.

První písemná zmínka o vesnici pochází z roku 1551.

## Obyvatelstvo
| Rok            | 1869 | 1880 | 1890 | 1900 | 1910 | 1921 | 1930 | 1950 | 1961 | 1970 | 1980 | 1991 | 2001 | 2011 | 2021 |
| -------------- | ---- | ---- | ---- | ---- | ---- | ---- | ---- | ---- | ---- | ---- | ---- | ---- | ---- | ---- | ---- |
| Počet obyvatel | 246  | 244  | 237  | 227  | 234  | 276  | 246  | 199  | 197  | 179  | 157  | 133  | 116  | 98   | 102  |
| Počet domů     | 38   | 43   | 44   | 45   | 47   | 46   | 46   | 48   | 48   | 49   | 51   | 56   | 60   | 65   | 65   |

## Obecní správa
Při sčítání lidu v letech 1850–1889 Milčice byly osadou obce Kovčín v okrese Klatovy. V letech 1890–1975 byly samostatnou obcí, se kterým patřily nejprve do okresu Klatovy, ale v roce 1950 v okrese Horažďovice a od roku 1960 opět v okrese Klatovy. Od 1. července 1975 do 29. dubna 1976 byly znovu částí obce Kovčín v okrese Klatovy. Od 30. dubna 1976 jsou částí obce Myslív v okrese Klatovy. Poté se Kovčín opět osamostatnil, ale Milčice již zůstaly součástí Myslíva.

## Galerie

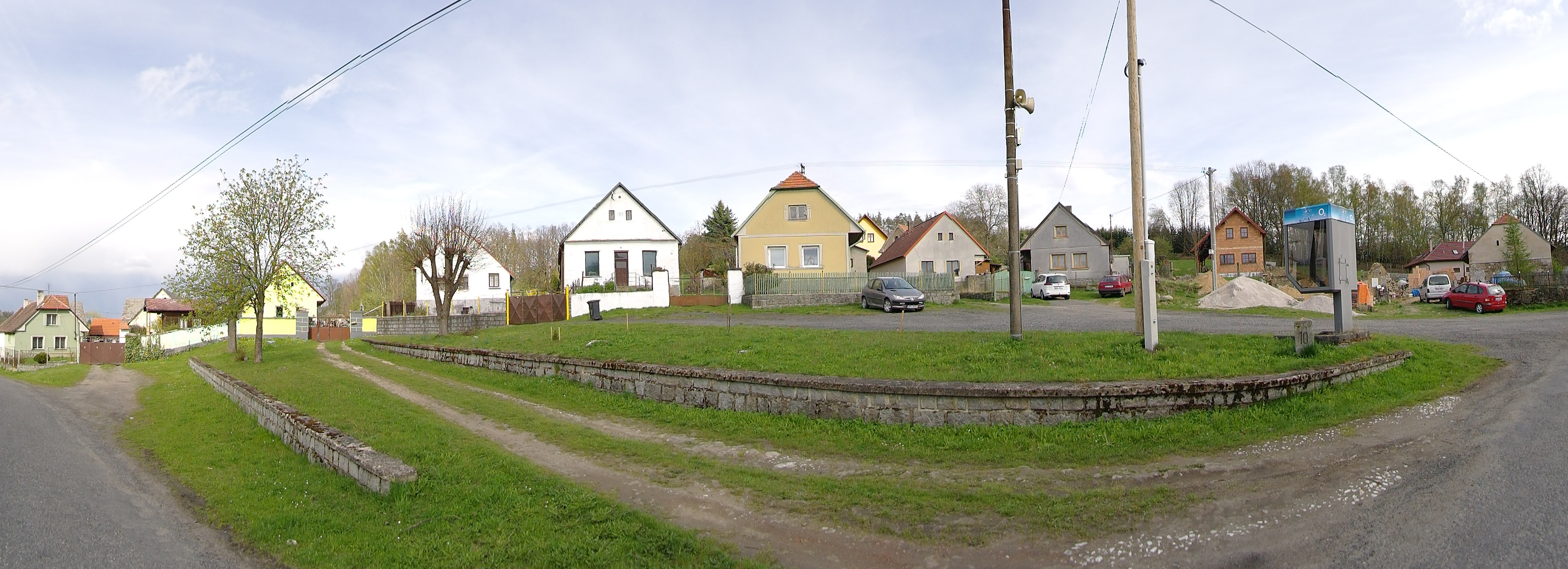
Náves
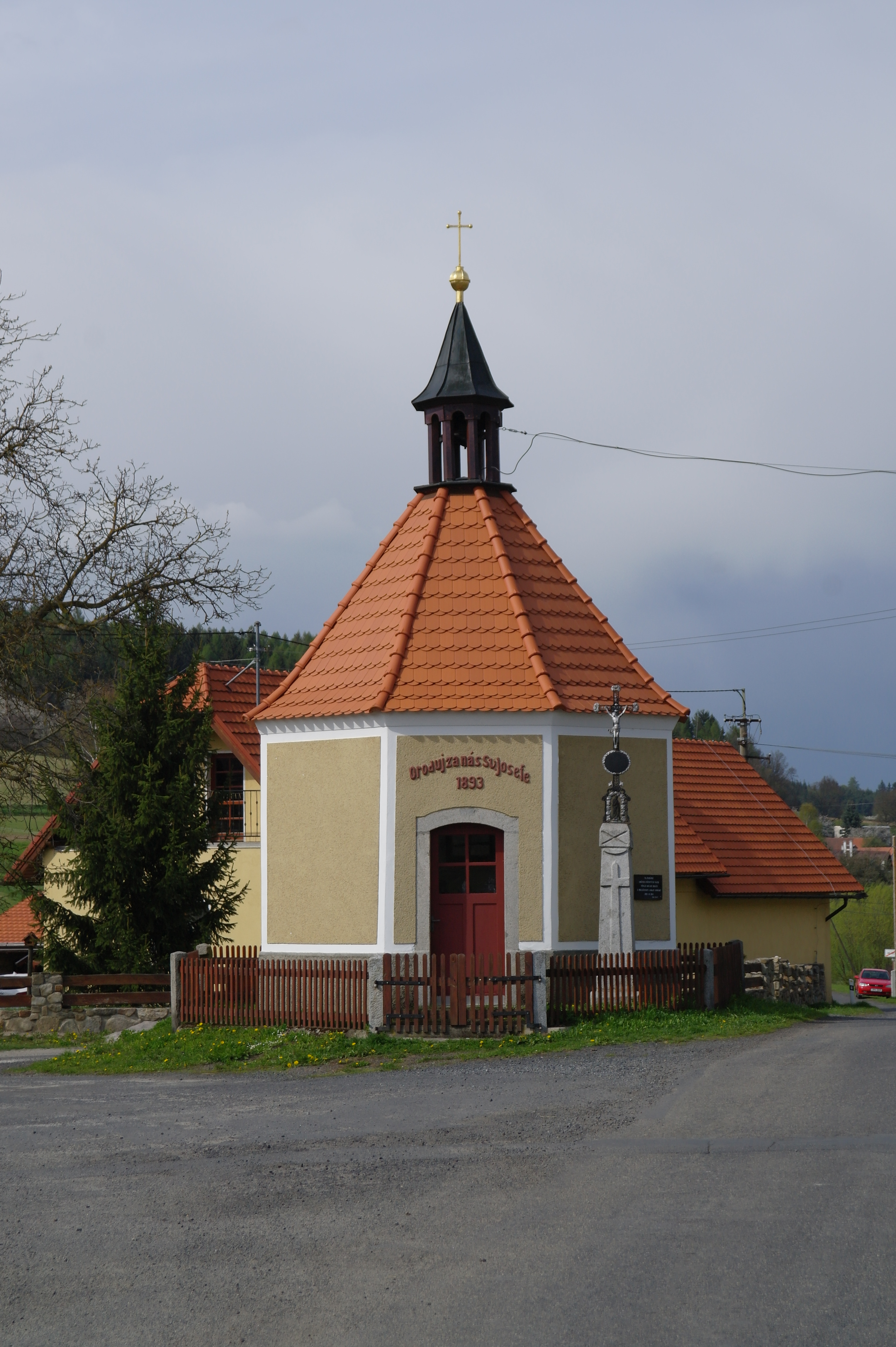
Kaple
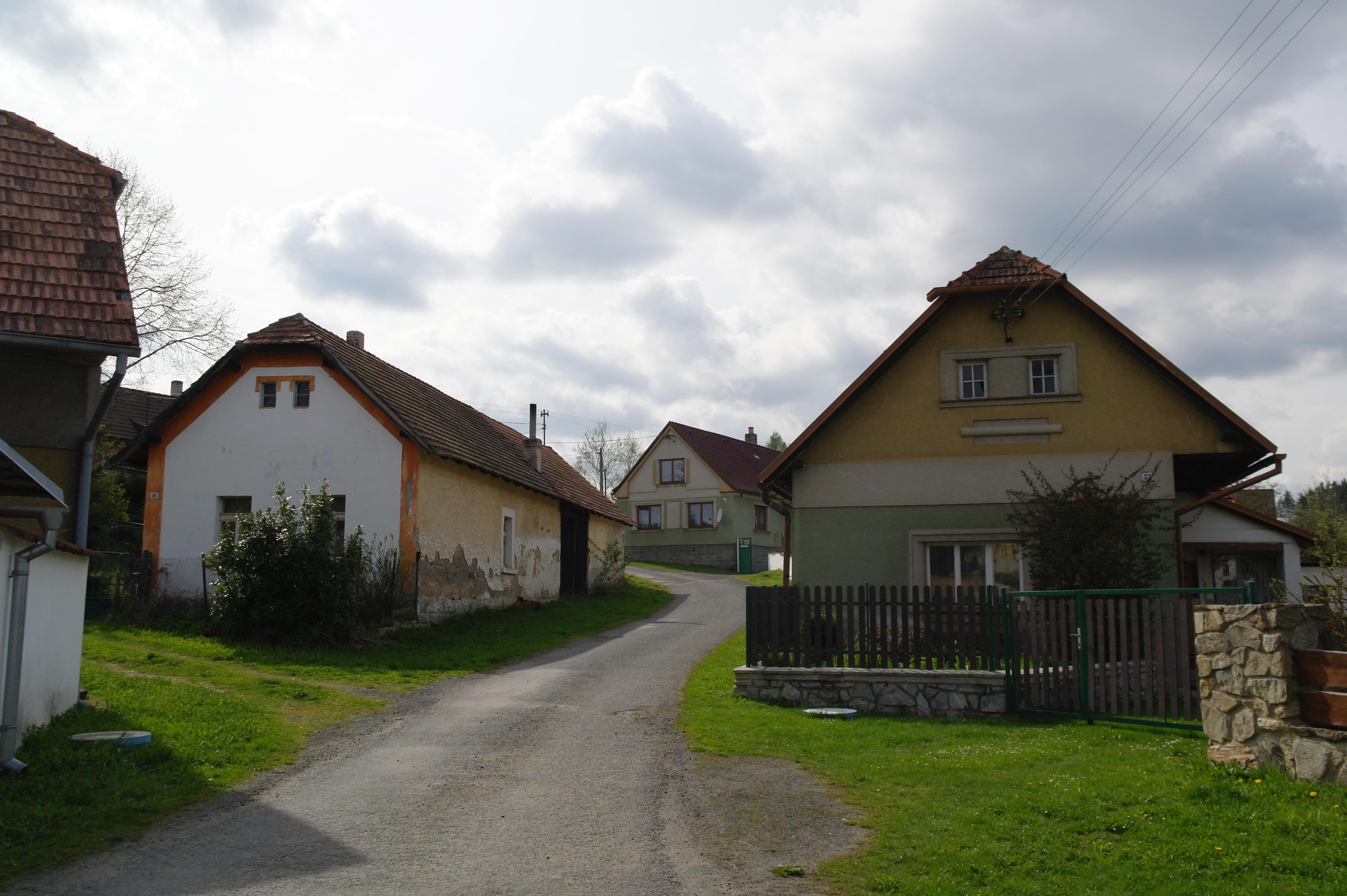
Domy v obci